# Municipio de Allison (condado de Lyon)
El municipio de Allison (en inglés: Allison Township) es un municipio ubicado en el condado de Lyon en el estado estadounidense de Iowa. En el año 2010 tenía una población de 246 habitantes y una densidad poblacional de 3,51 personas por km².

## Geografía
El municipio de Allison se encuentra ubicado en las coordenadas 43°28′00″N 96°16′18″O / 43.46667, -96.27167. Según la Oficina del Censo de los Estados Unidos, el municipio tiene una superficie total de 70.08 km², de la cual 70,08 km² corresponden a tierra firme y (0 %) 0 km² es agua.

## Demografía
Según el censo de 2010, había 246 personas residiendo en el municipio de Allison. La densidad de población era de 3,51 hab./km². De los 246 habitantes, el municipio de Allison estaba compuesto por el 94,72 % blancos, el 0,81 % eran asiáticos, el 4,47 % eran de otras razas. Del total de la población el 4,47 % eran hispanos o latinos de cualquier raza.